# Calanna
Calanna község (comune) Calabria régiójában, Reggio Calabria megyében.

## Fekvése
A megye nyugati részén fekszik. Határai: Fiumara, Laganadi, Reggio Calabria és San Roberto.

## Története
A település a bruttiusok egy városa, Columna helyén épült fel. A középkortól feudális birtok volt. Korabeli épületeinek nagy része az 1783-as calabriai földrengésben elpusztult. A 19. században nyerte el önállóságát, amikor a Nápolyi Királyságban felszámolták a feudalizmust.

## Népessége
A népesség számának alakulása:

## Főbb látnivalói
- Maria SS. dell’Annunziata-templom
- Madonna del Rosario-templom
- Santa Maria delle Grazie-templom
- Maria SS. della Lettera-templom
- Sacro Cuore di Gesù -templom